# Dänische Squashnationalmannschaft
Die dänische Squashnationalmannschaft ist die Gesamtheit der Kader des dänischen Squashverbandes Dansk Squash Forbund. In ihm finden sich dänische Sportler wieder, die ihr Land sowohl in Einzel- als auch in Teamwettbewerben national und international im Squashsport repräsentieren.

## Historie

### Herren
Dänemark nahm erstmals 1987 an der Weltmeisterschaft teil. Nachdem die Mannschaft zuvor nie über die Gruppenphase hinausgekommen war, erreichte sie 2001 erstmals das Achtelfinale und schloss das Turnier auf Rang 16 ab. Die nächste Teilnahme erfolgte erst bei der Heim-WM 2009 in Odense, wo am Ende der 20. Platz belegt wurde. 2011 zog Dänemark zum zweiten Mal ins Achtelfinale ein und erzielte mit dem abschließenden 12. Platz das bislang beste Resultat.
An Europameisterschaften nimmt Dänemark regelmäßig teil, eine Platzierung unter den besten vier Mannschaften erreichte es aber bislang nicht.

## Letzter WM-Kader
Bei der letzten Teilnahme 2011 bestand die dänische Mannschaft aus den folgenden Spielern:
| Rang | Name               | Geburtsdatum     |
| ---- | ------------------ | ---------------- |
| 1.   | Kristian Frost     | 9. Februar 1989  |
| 2.   | Rasmus Nielsen     | 28. Februar 1983 |
| 3.   | Morten W. Sørensen | 4. Mai 1979      |
| 4.   | Michael Frilund    | 11. August 1985  |

## Bilanz
| Herren |                    |                    |                    |                    |                    |
| Jahr   | Austragungsort     | Runde              | Platzierung        | Siege              | Niederlagen        |
| 1967   | Melbourne          | nicht teilgenommen | nicht teilgenommen | nicht teilgenommen | nicht teilgenommen |
| 1969   | Birmingham         | nicht teilgenommen | nicht teilgenommen | nicht teilgenommen | nicht teilgenommen |
| 1971   | Palmerston North   | nicht teilgenommen | nicht teilgenommen | nicht teilgenommen | nicht teilgenommen |
| 1973   | Johannesburg       | nicht teilgenommen | nicht teilgenommen | nicht teilgenommen | nicht teilgenommen |
| 1976   | Birmingham         | nicht teilgenommen | nicht teilgenommen | nicht teilgenommen | nicht teilgenommen |
| 1977   | Toronto            | nicht teilgenommen | nicht teilgenommen | nicht teilgenommen | nicht teilgenommen |
| 1979   | Brisbane           | nicht teilgenommen | nicht teilgenommen | nicht teilgenommen | nicht teilgenommen |
| 1981   | Stockholm          | nicht teilgenommen | nicht teilgenommen | nicht teilgenommen | nicht teilgenommen |
| 1983   | Auckland           | nicht teilgenommen | nicht teilgenommen | nicht teilgenommen | nicht teilgenommen |
| 1985   | Kairo              | nicht teilgenommen | nicht teilgenommen | nicht teilgenommen | nicht teilgenommen |
| 1987   | London             | Gruppenphase       | 21.                | 2                  | 6                  |
| 1989   | Singapur           | Gruppenphase       | 19.                | 5                  | 3                  |
| 1991   | Helsinki           | Gruppenphase       | 15.                | 4                  | 1                  |
| 1993   | Karatschi          | Gruppenphase       | 18.                | 2                  | 4                  |
| 1995   | Kairo              | Gruppenphase       | 24.                | 1                  | 5                  |
| 1997   | Petaling Jaya      | Gruppenphase       | 19.                | 3                  | 3                  |
| 1999   | Kairo              | Gruppenphase       | 15.                | 4                  | 2                  |
| 2001   | Melbourne          | Achtelfinale       | 16.                | 1                  | 6                  |
| 2003   | Wien               | nicht teilgenommen | nicht teilgenommen | nicht teilgenommen | nicht teilgenommen |
| 2005   | Islamabad          | nicht teilgenommen | nicht teilgenommen | nicht teilgenommen | nicht teilgenommen |
| 2007   | Chennai            | nicht teilgenommen | nicht teilgenommen | nicht teilgenommen | nicht teilgenommen |
| 2009   | Odense             | Gruppenphase       | 23.                | 1                  | 4                  |
| 2011   | Paderborn          | Achtelfinale       | 12.                | 4                  | 3                  |
| 2013   | Mülhausen          | nicht teilgenommen | nicht teilgenommen | nicht teilgenommen | nicht teilgenommen |
| 2015   | Kairo              | keine Austragung   | keine Austragung   | keine Austragung   | keine Austragung   |
| 2017   | Marseille          | nicht teilgenommen | nicht teilgenommen | nicht teilgenommen | nicht teilgenommen |
| 2019   | Washington, D.C.   | nicht teilgenommen | nicht teilgenommen | nicht teilgenommen | nicht teilgenommen |
| Gesamt | 10 / 26 Teilnahmen | 10 / 26 Teilnahmen | 0 Titel            | 27                 | 37                 |